# Neil Patrick Harris

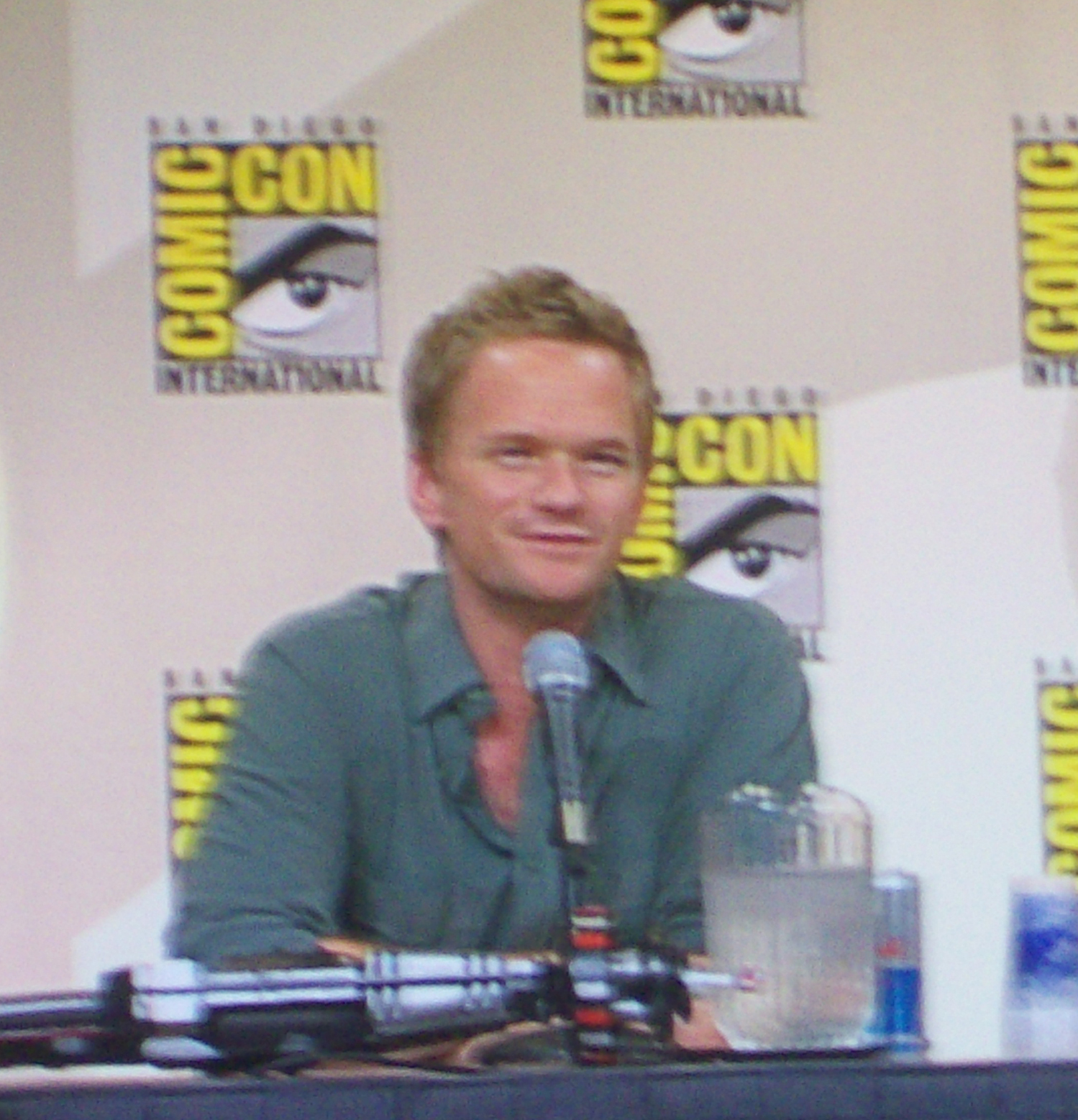
Neil Patrick Harris

Neil Patrick Harris (n. 15 iunie 1973, Albuquerque, New Mexico) este un actor american, cântăreț, regizor, producător și magician. Este cel mai bine cunoscut pentru rolul titular din Doogie Howser, M.D., afemeiatul Barney Stinson din How I Met Your Mother, o versiune fictivă a lui însuși din seria Harold & Kumar și pentru rolul titular din seria de musicaluri web creată de Joss Whedon Dr. Horrible's Sing-Along Blog.
Acesta a recunoscut faptul că este gay și  nu se simte jenat de acest lucru. Actorul este căsătorit cu un alt actor american, David Burtka, din septembrie 2014, și au împreună doi copii .

## Filmografie

### Filme
| An   | Titlu                                                     | Rol                      | Note |
| ---- | --------------------------------------------------------- | ------------------------ | --- |
| 1988 | Clara's Heart                                             | David Hart               | - Nominalizare: Golden Globe Award for Best Supporting Actor – Motion Picture - Nominalizare: Young Artist Award for Best Young Actor in a Motion Picture – Drama |
| 1988 | Too Good to Be True                                       | Danny Harland            | film de televiziune |
| 1988 | Purple People Eater                                       | Billy Johnson            | |
| 1989 | Cold Sassy Tree                                           | Will Tweedy/Narrator     | film de televiziune |
| 1989 | Home Fires Burning                                        | Lonnie Tibbits           | film de televiziune |
| 1991 | Stranger in the Family                                    | Steve Thompson           | film de televiziune |
| 1993 | For Our Children: The Concert                             | în rolul său (Presenter) | film de televiziune |
| 1993 | A Family Torn Apart                                       | Brian Hannigan           | film de televiziune |
| 1994 | Snowbound: The Jim and Jennifer Stolpa Story              | Jim Stolpa               | film de televiziune |
| 1995 | The Man in the Attic                                      | Edward Broder            | film de televiziune |
| 1995 | Animal Room                                               | Arnold Mosk              | |
| 1995 | Not Our Son                                               | Paul Kenneth Keller      | film de televiziune |
| 1995 | My Antonia                                                | Jimmy Burden             | film de televiziune |
| 1995 | Legacy of Sin: The William Coit Story                     | William Coit             | film de televiziune |
| 1997 | Starship Troopers                                         | Carl Jenkins             | |
| 1998 | The Proposition                                           | Roger Martin             | |
| 1998 | The Christmas Wish                                        | Will Martin              | film de televiziune |
| 1999 | Joan of Arc                                               | The Dauphin              | film de televiziune |
| 2000 | The Next Best Thing                                       | David                    | |
| 2001 | The Wedding Dress                                         | Travis Cleveland         | film de televiziune |
| 2001 | Sweeney Todd: The Demon Barber of Fleet Street in Concert | Tobias Ragg              | film de televiziune |
| 2002 | The Mesmerist                                             | Benjamin                 | |
| 2002 | Undercover Brother                                        | Lance                    | |
| 2004 | Harold & Kumar Go to White Castle                         | Neil Patrick Harris      | |
| 2005 | The Christmas Blessing                                    | Nathan Andrews           | film de televiziune |
| 2008 | Harold & Kumar Escape from Guantanamo Bay                 | Neil Patrick Harris      | |
| 2008 | Beyond All Boundaries                                     | 1st Lt. David Hettema    | doar voce |
| 2008 | Justice League: The New Frontier                          | Barry Allen/The Flash    | doar voce |
| 2009 | Cloudy with a Chance of Meatballs                         | Steve                    | doar voce |
| 2009 | Carrie Underwood: An All-Star Holiday Special             | Ace                      | doar voce film de televiziune |
| 2009 | Yes Virginia                                              | Dr. Philip O'Hanlon      | doar voce film de televiziune |
| 2010 | Cats & Dogs: The Revenge of Kitty Galore                  | Lou the Beagle           | doar voce înlocuit pe Tobey Maguire |
| 2010 | The Best and the Brightest                                | Jeff                     | |
| 2010 | Batman: Under the Red Hood                                | Dick Grayson / Nightwing | doar voce |
| 2011 | Beastly                                                   | Will Fratalli            | |
| 2011 | The Smurfs                                                | Patrick Winslow          | |
| 2011 | A Very Harold & Kumar 3D Christmas                        | Neil Patrick Harris      | |
| 2011 | The Muppets                                               | rolul său                | Cameo |
| 2012 | American Reunion                                          | Celebrity Dance-Off Host | Cameo |
| 2013 | The Smurfs 2                                              | Patrick Winslow          | |
| 2013 | Cloudy with a Chance of Meatballs 2                       | Steve the Monkey         | |
| 2014 | A Million Ways to Die in the West                         |                          | |
| 2014 | Gone Girl                                                 | Desi Collings            | |
| 2017 | Downsizing                                                | Jeff Lonowski            | |
| 2019 | Dads                                                      | Rolul său                | Documentar |
| 2021 | 8-Bit Christmas                                           | Adult Jake Doyle         | |
| 2021 | Matrix Renașterea                                         | The Analyst              | |
| 2022 | The Unbearable Weight of Massive Talent                   |                          | Post-producții |

### Televiziune
| An        | Titlu                                     | Rol                          | Note |
| --------- | ----------------------------------------- | ---------------------------- | --- |
| 1989      | Hallmark Hall of Fame                     | Lonnie Tibbetts              | episod: "Home Fires Burning" |
| 1989      | B.L. Stryker                              | Buder Campbell               | episod: "Blues for Buder" |
| 1989–1993 | Doogie Howser, M.D. The Earth Day Special | Douglas 'Doogie' Howser      | 97 episoade - 3× Young Artist Award for Best Young Actor Starring in a Television Series (1990, 1991 and 1992) - People's Choice Award: Favorite Male Performer in a New TV Series (1990) - Nominated: Golden Globe Award for Best Actor – TV Series Musical or Comedy (1992) |
| 1991      | Blossom                                   | The 'Charming' Derek Slade   | episod: "Blossom – A Rockumentary" |
| 1991      | The Simpsons                              | În rolul său ca Bart Simpson | doar voce episod: "Bart the Murderer" |
| 1992      | Roseanne                                  | Dr. Doogie Howser            | episod: "Less Is More" |
| 1992      | Captain Planet and the Planeteers         | Todd Andrews                 | doar voce episod: "A Formula for Hate" |
| 1992      | Capitol Critters                          | Max                          | doar voce 13 episoade |
| 1993      | Quantum Leap                              | Mike Hammond                 | episod: "Return of the Evil Leaper – 8 octombrie 1956" |
| 1993      | Murder, She Wrote                         | Tommy Remsen                 | episod: "Lone Witness" |
| 1996      | The Outer Limits                          | Howie Morrison               | episod: "From Within" |
| 1997      | Homicide: Life on the Street              | Alan Schack                  | episod: "Valentine's Day" |
| 1999–2000 | Stark Raving Mad                          | Henry McNeeley               | 22 episoade |
| 2000      | Will & Grace                              | Bill                         | episod: "Girls, Interrupted" |
| 2001      | Static Shock                              | Johnny Morrow                | doar voce episod: "Replay" |
| 2001      | Son of the Beach                          | Loverboy                     | episod: "Queefer Madness" |
| 2001      | The Legend of Tarzan                      | Moyo                         | doar voce episod: "Tarzan and the Challenger" |
| 2001      | Ed                                        | Joe Baxter                   | episod: "Replacements" |
| 2002      | Touched by an Angel                       | Jonas                        | episod: "The Princeless Bride" |
| 2002      | Justice League                            | Ray Thompson                 | doar voce - episod: "Legends: Part 1" - episod: "Legends: Part 2" |
| 2003      | Boomtown                                  | Peter Corman                 | episod: "Monster's Brawl" |
| 2003      | Spider-Man: The New Animated Series       | Peter Parker / Spider-Man    | doar voce 13 episoade |
| 2004      | Law & Order: Criminal Intent              | John Tagman                  | episod: "Want" |
| 2005      | Numb3rs                                   | Ethan Burdick                | episod: "Prime Suspect" |
| 2005      | Jack & Bobby                              | Prof. Preston Phelps         | episod: "Querida Grace" |
| 2005-2014 | How I Met Your Mother                     | Barney Stinson               | Main role - Golden Icon Award: Best Performance by an Actor in a Comedy Television Series (2009–10) - 2× People's Choice Award: Favorite TV Comedy Actor (2011 and 2012) - Nominated: 4 Emmy Awards, 2 Golden Globe Awards, 1 People's Choice Award, 1 Teen Choice Award      |
| 2006      | Me, Eloise                                | necunoscut                   | doar voce episod: "Eloise Goes to School" |
| 2007–2009 | Family Guy                                | Barney Stinson               | doar voce - episod: "No Chris Left Behind" - episod: "Peter's Progress" |
| 2008      | Sesame Street                             | The Fairy Shoeperson         | episod: "Telly's New Shoes" |
| 2008      | Anytime with Bob Kushell                  | Himself                      | Guest star |
| 2008      | Million Dollar Password                   | Himself                      | Guest Star |
| 2009      | Batman: The Brave and the Bold            | The Music Meister            | episod: "Mayhem of the Music Meister!" |
| 2009      | Robot Chicken                             | Various                      | episod: "President Hu Forbids It" episod: "The Ramblings of Maurice" |
| 2010      | Glee                                      | Bryan Ryan                   | episod: "Dream On" - Primetime Emmy Award for Outstanding Guest Actor in a Comedy Series - Nominated: People's Choice Award for Favorite TV Guest Star |
| 2010–2011 | The Penguins of Madagascar                | Dr. Blowhole                 | doar voce - episod: "Dr. Blowhole's Revenge" - episod: "Blowhole Strikes Back" |
| 2011-2013 | Adventure Time                            | Prince Gumball               | doar voce - episod: "Adventure Time with Fionna and Cake" - episod: "Bad Little Boy" |
| 2012      | Robot Chicken                             | Two-Face                     | doar voce episod: "Robot Chicken DC Universe Special" |

### Teatru
| An   | Titlu                           | Rol                               | Note                                                  |
| ---- | ------------------------------- | --------------------------------- | ----------------------------------------------------- |
| 1997 | Rent                            | Mark Cohen                        | 2nd National Tour: LA, San Diego - Drama League Award |
| 1998 | Romeo and Juliet                | Romeo Montague                    | Old Globe Theatre, San Diego                          |
| 2001 | Sweeney Todd                    | Tobias Ragg                       | San Francisco Symphony Orchestra concert version      |
| 2002 | Proof                           | Hal                               | Broadway                                              |
| 2003 | Cabaret                         | Emcee                             | Broadway                                              |
| 2004 | The Paris Letter                | Young Anton / Burt Sarris         |                                                       |
| 2004 | Assassins                       | Lee Harvey Oswald / The Balladeer | Broadway                                              |
| 2005 | Tick, Tick... BOOM!             | Jon                               | Menier Chocolate Factory, London                      |
| 2006 | All My Sons                     | Chris Keller                      | Geffen Playhouse, Los Angeles                         |
| 2006 | Amadeus                         | Wolfgang Amadeus Mozart           | Hollywood Bowl                                        |
| 2010 | Rent Live at the Hollywood Bowl |                                   | Regizor                                               |
| 2011 | Company                         | Robert                            | New York Philharmonic Concert Version                 |
| 2011 | A Snow White Christmas          | The Magic Mirror                  | El Portal Theater                                     |

### Televiziune pe Web
| An   | Titlu                          | Rol                 | Note                                                         |
| ---- | ------------------------------ | ------------------- | ------------------------------------------------------------ |
| 2008 | Dr. Horrible's Sing-Along Blog | Dr. Horrible/Billy  | Streamy Award: Best Male Actor in a Comedy Web Series (2009) |
| 2008 | Prop 8: The Musical            | A Very Smart Fellow |                                                              |
| 2012 | Neil's Puppet Dreams           | Neil Patrick Harris |                                                              |

### Jocuri video
| An   | Titlu                               | Rol                       | Note                                                                      |
| ---- | ----------------------------------- | ------------------------- | ------------------------------------------------------------------------- |
| 2008 | Saints Row 2                        | Veteran Child             | doar voce                                                                 |
| 2009 | Eat Lead: The Return of Matt Hazard | Wallace "Wally" Wellesley | doar voce                                                                 |
| 2010 | Rock of the Dead                    | personaj nenumit          | doar voce                                                                 |
| 2010 | Spider-Man: Shattered Dimensions    | Peter Parker / Spider-Man | doar voce Spike Video Game Award: Best Performance by a Human Male (2010) |

### Parcuri tematice
| An      | Titlu                | Parc                        | Rol                          | Note                               |
| ------- | -------------------- | --------------------------- | ---------------------------- | ---------------------------------- |
| 2010 on | California Screamin' | Disney California Adventure | Victorian carnival character | Safety spiels and launch countdown |